# Gwinea Bissau na Letnich Igrzyskach Olimpijskich 2000
Gwineę Bissau na Letnich Igrzyskach Olimpijskich 2000 reprezentowało 3 zawodników, 2 mężczyzn i 1 kobieta.

## Skład kadry

### Lekkoatletyka
Mężczyźni
- Fernando Arlete

bieg na 100 m (nie ukończył)
Kobiety
- Anhel Cape

bieg na 800 m (odpadła w 1 rundzie eliminacji)

### Zapasy
Mężczyźni
- Talata Embalo